# Journal of Chemical Research
Journal of Chemical Research (abrégé en J. Chem. Res.) est une revue scientifique à comité de lecture publiée depuis 1977. Ce mensuel a pour objectif de présenter des articles de recherche dans tous les domaines de la chimie.
D'après le Journal Citation Reports, le facteur d'impact de ce journal était de 0,633 en 2014. L'actuel directeur de publication est Alwyn G. Davies (University College de Londres, Royaume-Uni).